# William Bassett (attore)
William Henry Bassett (Evanston, 28 dicembre 1935 – Los Angeles, 9 febbraio 2025) è stato un attore statunitense, che apparve in oltre 100 film e programmi televisivi a partire dagli anni sessanta.

## Biografia
Bassett raggiunse la notorietà per il suo ruolo nelle pubblicità per Whataburger. Apparve in film come In tre sul Lucky Lady, Ritorno dall'ignoto, Karate Kid, Aquila nera, La casa dei 1000 corpi, Demon Hunter e Black Dynamite e serie tv come Vita da strega, Strega per amore, Bonanza, Love Boat, Il tempo della nostra vita, Quincy, Dallas, General Hospital, Sabrina, vita da strega, Una famiglia del terzo tipo, Scrubs e Arrested Development. 
Fu doppiatore nei videogiochi Metal Gear Solid, Warcraft 3: The Frozen Throne, Fallout 3, Star Wars: The Old Republic, Final Fantasy Type-0 HD e World of Final Fantasy. Fu inoltre il narratore del documentario Inside: Dr. Strangelove o How I Learned to Stop Worrying and Love the Bomb.

## Filmografia

### Cinema
- A Time for Dying, regia di Budd Boetticher (1969)
- La cavalletta (The Grasshopper), regia di Jerry Paris (1970)
- 1999: conquista della Terra (Conquest of the Planet of the Apes), regia di J. Lee Thompson (1972)
- 1776, regia di Peter H. Hunt (1972) (non accreditato)
- L'inferno di cristallo (The Towering Inferno), regia di Irwin Allen e John Guillermin (1974)
- In tre sul Lucky Lady (Lucky Lady), regia di Stanley Donen (1975)
- Ritorno dall'ignoto (Return from Witch Mountain), regia di John Hough (1978)
- Old Boyfriends - Il compagno di scuola (Old Boyfriends), regia di Joan Tewkesbury (1979)
- Per vincere domani - The Karate Kid (The Karate Kid), regia di John G. Avildsen (1984)
- Dr. Creator - Specialista in miracoli (Creator), regia di Ivan Passer (1985)
- Invaders (Invaders from Mars), regia di Tobe Hooper (1986)
- Aquila nera (Black Eagle), regia di Eric Karson (1988)
- Gli strangolatori della collina (The Case of the Hillside Stranglers), regia di Steven Gethers (1989)
- La casa dei 1000 corpi (House of 1000 Corpses), regia di Rob Zombie (2003)

### Televisione
- The Chevy Mystery Show – serie TV, episodio 1x04 (1960)
- The Journey of the Fifth Horse, regia di Larry Arrick e Earl Dawson – film TV (1966)
- Selvaggio west (The Wild Wild West) – serie TV, episodio 3x16 (1967)
- Vita da strega (Bewitched) – serie TV, episodio 4x22 (1968)
- Strega per amore (I Dream of Jeannie) – serie TV, episodi 4x01-4x21 (1968-1969)
- Il tempo della nostra vita (Days of Our Lives) – serial TV, 48 puntate (1968-1988)
- Arrivano le spose (Here Come the Brides) – serie TV, episodi 1x15-1x26 (1969)
- Sui sentieri del West (The Outcasts) – serie TV, episodio 1x25 (1969)
- La terra dei giganti (Land of the Giants) – serie TV, episodio 2x14 (1969)
- Mannix – serie TV, episodio 3x14 (1970)
- Bonanza – serie TV, episodio 11x24 (1970)
- Lo sceriffo del sud (Cade's County) – serie TV, episodio 1x23 (1972)
- Mod Squad, i ragazzi di Greer (The Mod Squad) – serie TV, episodio 5x15 (1972)
- Search – serie TV, episodio 1x21 (1973)
- Sulle strade della California (Police Story) – serie TV, episodio 1x10 (1973)
- Harry O – serie TV, episodio 1x12 (1974)
- Le strade di San Francisco (The Streets of San Francisco) – serie TV, episodio 3x13 (1974)
- A tutte le auto della polizia (The Rookies) – serie TV, episodio 3x14 (1974)
- The Love Boat, regia di Richard Kinon e Alan Myerson – film TV (1976)
- Militari di carriera (Once an Eagle) – miniserie TV, episodio 5 (1976)
- ABC Afterschool Specials – serie TV, episodio 5x06 (1977)
- Love Boat (The Love Boat) – serie TV, episodio 1x00 (1977)
- Il bastardo (The Bastard) – miniserie TV (1978)
- Quincy (Quincy, M.E.) – serie TV, episodio 5x03 (1979)
- Lou Grant – serie TV, episodio 3x04 (1979)
- Disneyland – serie TV, 4 episodi (1979-1982)
- Dallas – serie TV, 6 episodi (1979-1988)
- Flamingo Road – serie TV, episodio 1x14 (1981)
- Professione pericolo (The Fall Guy) – serie TV, episodio 1x12 (1982)
- Cuore e batticuore (Hart to Hart) – serie TV, episodio 5x11 (1983)
- California (Knots Landing) – serie TV, episodio 5x25 (1983)
- Rituals – serial TV, 3 puntate (1983)
- Cover Up – serie TV, episodio 1x12 (1985)
- Hunter – serie TV, episodio 1x17 (1985)
- Hotel – serie TV, episodio 3x02 (1985)
- Bravo Dick (Newhart) – serie TV, episodio 4x15 (1986)
- T.J. Hooker – serie TV, episodio 5x19 (1986)
- General Hospital – serial TV, 11 puntate (1987)
- Dynasty – serie TV, episodio 8x12 (1987)
- Mancuso, F.B.I. – serie TV, episodio 1x18 (1990)
- Lassie (The New Lassie) – serie TV, episodio 1x20 (1990)
- OP-Center (Tom Clancy's Op Center) – miniserie TV (1995)
- I magnifici sette (The Magnificent Seven) – serie TV, episodio 1x02 (1998)
- Sabrina, vita da strega (Sabrina, the Teenage Witch) – serie TV, episodio 3x22 (1999)
- Una famiglia del terzo tipo (3rd Rock from the Sun) – serie TV, episodio 4x21 (1999)
- Dharma & Greg – serie TV, episodio 3x08 (1999)
- Invisible Man (The Invisible Man) – serie TV, episodio 1x05 (2000)
- The Division – serie TV, episodio 1x17 (2001)
- Squadra Med - Il coraggio delle donne (Strong Medicine) – serie TV, episodio 4x17 (2003)
- Scrubs - Medici ai primi ferri (Scrubs) – serie TV, episodio 4x08 (2004)
- Carnivàle – serie TV, episodio 2x07 (2005)
- Reno 911! – serie TV, episodio 3x08 (2005)
- Arrested Development - Ti presento i miei (Arrested Development) – serie TV, episodio 3x01 (2005)

## Doppiatori italiani
Nelle versioni in italiano delle opere in cui ha recitato, William Bassett è stato doppiato da:
- Gianni Marzocchi in Per vincere domani - The Karate Kid
- Oliviero Dinelli in General Hospital